# ماثيو ريان (لاعب كرة يد)
ماثيو ريان (بالإنجليزية: Matthew Ryan) (19 فبراير 1966 في الولايات المتحدة - ) هو لاعب كرة يد أمريكي. شارك في الألعاب الأولمبية الصيفية 1996.

## وصلات خارجية
- ماثيو ريان على موقع اللجنة الأولمبية الدولية (الإنجليزية)
- ماثيو ريان على موقع أوليمبيديا (الإنجليزية)